# Gašper Katrašnik
Gašper Katrašnik, slovenski kolesar, * 20. junij 1995, Kranj.
Katrašnik je nekdanji profesionalni kolesar, ki je tekmoval za ekipi KK Sava Kranj in Adria Mobil med letoma 2014 in 2021. Leta 2012 je osvojil naslov slovenskega mladinskega državnega prvaka v cestni dirki. Leta 2015 je zmagal na dirki za Veliko nagrado Sarajeva, trikrat zapored med letoma 2016 in 2018 je zmagal na dirki VN Avtomojster, leta 2018 pa tudi na dirki Beograd–Banja Luka.